# Lovesexy Band
Lovesexy Band est un groupe non officiel produit et formé par Prince après l'explosion de The Revolution. Matt Fink demeure le seul membre à rester aux côtés de Prince. Il intègre en tout premier lieu sa nouvelle compagne Sheila E. et les membres de son groupe. Les premières performances du groupe avec l'album Sign O' The Times se verront couronnées d'un immense succès, pourtant la majorité des chansons de l'album ont été composées et enregistrées avec l'ex-groupe de Prince.

## Historique
La formation est lancée assez rapidement, Prince étant occupé par d'importants nouveaux projets. En 1987, le groupe effectue donc la tournée Sign o' the Times Tour. Une fois terminé, le projet de film promotionnel contenant un concert de la tournée, est engagé. Le film sort à la fin de l'année 1987, on y voit bien le talent indiscutable de cette nouvelle formation. 
Le 10 mai 1988 sort le nouvel album de Prince Lovesexy, il n'en enregistrera jamais avec ce groupe. En juillet, la tournée Lovesexy Tour démarre à Paris pour s'achever brillamment à Dortmund le 9 septembre par un concert retransmis en direct et également en différé (pour certains pays) à la télévision. Cette tournée, tout aussi grandiose que la précédente, sera considérée comme l'une des plus incroyables jamais effectuées par Prince. La réception de la partie américaine est cependant un peu moins enthousiaste avec un total de 38 dates, s'étalant du 14 septembre au 29 novembre 1988, mais certains shows ne seront pas sold-out. Le groupe reste le même à l'exception du départ de Wally Safford et Greg Brooks en février 1988. Le Lovesexy Tour s'achève en février 1989 au Japon par un périple de huit dates. 
Le groupe éclate lors du départ de Cat et Sheila E. pour des raisons de santé à la fin de cette dernière tournée. Celle-ci a coûté une fortune et Prince aura besoin de renflouer les caisses du Paisley Park. L'opportunité lui en sera donnée en 1989 avec la BO du film Batman de Tim Burton qui sera un énorme succès.   
Incontestablement, cette formation a permis à Prince de continuer à progresser dans la qualité de ses spectacles, en conservant un niveau musical aussi impressionnant que pendant la période avec The Revolution, voire bien meilleur.